# 1199
Високе Середньовіччя •  Золота доба ісламу •  Реконкіста •  Хрестові походи •  Київська Русь

## Геополітична ситуація
Олексій III Ангел очолоє Візантію (до 1203). У Німеччині триває боротьба за владу між Філіпом Швабським та Оттоном IV. Філіп II Август править у Франції (до 1223).
Апеннінський півострів розділений: північ належить Священній Римській імперії, середню частину займає Папська область, більша частина півдня належить Сицилійському королівству. Деякі міста півночі: Венеція, Піза, Генуя тощо, мають статус міст-республік, частина з яких об'єднана Ломбардською лігою.
Південь Піренейського півострова в руках у маврів. Північну частину півострова займають християнські Кастилія, Леон (Астурія, Галісія), Наварра, Арагонське королівство (Арагон, Барселона) та Португалія. Іоанн Безземельний став королем Англії (до 1216), королем Данії — Кнуд VI (до 1202).
У Києві княжить Рюрик Ростиславич (до 1201). Роман Мстиславич почав княжити в Галицько-Волинському князівстві (до 1205). Ігор Святославич княжить у Чернігові (до 1202), Всеволод Велике Гніздо у Володимирі-на-Клязмі (до 1212). Новгородська республіка та Володимиро-Суздальське князівство фактично відокремилися від Русі. У Польщі період роздробленості. На чолі королівства Угорщина став Імріх I (до 1204).
В Єгипті, Сирії та Палестині править династія Аюбідів, невеликі території на Близькому Сході утримують хрестоносці.
У Магрибі панують Альмохади. Сельджуки окупували Малу Азію. Хорезм став наймогутнішою державою Середньої Азії. Гуриди контролюють Афганістан та Північну Індію. У Китаї співіснують держава ханців, де править династія Сун, держава чжурчженів, де править династія Цзінь, та держава тангутів Західна Ся. На півдні Індії домінує Чола. В Японії триває період Камакура.

## Події
- Волинський князь Роман Мстиславич оволодів Галичем, утворилося Галицько-Волинське князівство.
- Після смерті Річарда Левового Серця корону Англії успадкував його брат Іоанн Безземельний.
- Збираючи гроші на Четвертий хрестовий похід, папа Іннокентій III встановив податок на клір.
- Бременського каноніка Альберта фон Буксгофдена призначено єпископом Лівонії.
- Левона II короновано царем Кілікійської Вірменії.
- Мінамото но Йоріїе очолив сьоґунат Камакура.

## Померли
- 6 квітня — Під час облоги французької фортеці Шалю в Аквітанії від випадкової стріли, пущеної з арбалета, загинув 32-річний англійський король (з 1189 року) з династії Плантагенетів Річард I Левове Серце